# 100% (فرقة)
100% ((هانغل: 백퍼센트)) هي فرقة فتيان كورية جنوبية تشكلت في عام 2012، بواسطة توب ميديا. بسبعة أعضاء وهم .سيو مينوو، كيم روكهيون، جو جونغ هوان، كيم تشانيونغ، وو تشانغبوم ، جونغ هيوك جين، أما بالنسبة للعضوين لي سانغ هون فقد ترك الفرقة في مارس 2014؛ و وو تشانغبوم ترك الفرقة في 9 سبتمبر 2016 وكان أول ظهور لهما بألبوم منفرد تحت عنوان (We, 100%) اسم نادي المعجبين؛ الكمال(perfection).

## الأعضاء الحاليون
- كيم روكهيون
- تشو جونغ هوان
- كيم تشان يونغ
- جانغ هيوك جين

## الألبومات
- we 100%
- bang the bush
- realy 100%

## وصلات خارجية
- الموقع الرسمي على شبكة الانترنيت
- الموقع الرسمي على تويتر
- الموقع الرسمي على اليوتيوب
- الموقع الرسمي على كافي داوم
- الموقع الرسمي على موقع سينا ويبو
- 100% على موقع ميوزك برينز (الإنجليزية)